# Señor del Encino
El Señor del Encino es una imagen de Jesucristo crucificado que se venera en una comunidad de Yahualica en el Estado de Jalisco. Escultura en madera policromada del siglo XVIII.

## Historia
Existe en Yahualica (Jalisco) una constante y firme tradición oral acerca del origen del Señor del Encino, tradición fuerte que se ha venido trasmitiendo de padres a hijos y de hijos a nietos desde tiempos inmemoriales. 
Tradición envuelta en la conseja religiosa, por la sencilla piedad popular, en cuyo fondo se encuentra el hallazgo de un tronco de encino en figura de cruz, donde encontraron delineada la Imagen del Señor del Encino, que extendiendo sus brazos entre el cielo y la tierra se convirtió en el signo imborrable de la alianza de Dios con nosotros y que nutre nuestra piedad y enardece nuestra fe.
Por el año de 1747 vivía en la ranchería de Ocotes, Darío Moya, quien era un alcohólico consuetudinario, aficionado a las apuestas y al juego de la baraja; al volver a su casa, tenía que descender de la Mesa, hacia los Ocotes de Moya, por una vereda que pasaba debajo de un viejo encino, una de cuyas ramas, le tumbaba siempre el
sombrero.
Fastidiado por el repetido incidente, determinó cortar la rama, pensando que al venir tomado, podía su frente dar contra aquella rama y caer de cuerpo entero al suelo. Trajo, pues de su casa el hacha. 
Subió al encino y al descopetar la rama, se encontró con algo extraordinario: la figura de un Cristo crucificado.
Inmediatamente llamó a los vecinos, quienes le ayudaron a cortar ramas hasta dar con
la figura del Santo Cristo. Lo llevaron al ojo de agua y ahí lavaron el tronco después de quitarle la cáscara.
Añade el mito religioso que el hachazo que dio en una rama, tocó en el dedo de la mano izquierda, de donde brotó sangre, que fue lo que impresionó a Darío Moya y lo que atrajo su atención para luego describir la figura del Santo Cristo. Y ante el hallazgo de esta Imagen, Don Darío, convirtió su vida.

## Descripción
"El Señor del Encino, patética imagen de Cristo crucificado muerto. Patética, por la noble solemnidad del rostro: por la conmovedora postura de los brazos, que luchan a desclavarse para tomar actitud de abrazo efusivo, eterno; por la violencia de las piernas flexionadas que parecen estremecidas de dolor o de frío. No es un Cristo sangriento ni descomunal, más bien de dimensiones reducidas y de blancura mortecina; pero es una imagen impresionante y compendia la tradición vital de muchas generaciones" (Agustín Yáñez)
Esta imagen es de autor desconocido, está hecha de madera de encino y policromada, se presenta como elaborada en el siglo XVIII. Es de un tamaño inferior al natural, poco más de un metro de altura (una vara y tres cuartas). Como el escultor tuvo que ceñirse a la forma que tenía el árbol , manifiesta algunos defectos contra las leyes del arte.
Tiene imperfecto el tórax y abdomen, el brazo derecho es más alzado que el izquierdo y este un poco más largo de manera que la mano sale del patíbulo; las costillas apenas señaladas y la herida del costado no muy ancha, más cargada hacia el pecho. Las piernas se le ven encogidas, con las llagas de las rodillas brotadas y manando hilos de sangre que también le recorre de los hombros y de las heridas de las palmas de las manos. El pie derecho lo muestra sobre el izquierdo y la herida del clavo no la tiene sobre el empeine, sino sobre la articulación del tobillo.
El Crucifijo está inclinado hacia adelante siguiendo la natural inclinación del árbol, y por esto las manos y los pies quedan notablemente retirados de la cruz y se necesita para sujetarlos a ella unos clavos largos, de manera que hay un espacio libre entre la cruz y el dorso de las manos y de los pies. Los dedos de las manos aparecen encogidos.
Su rostro es bellísimo y sobremanera devoto, de aspecto de finura y embargado de melancólica tristeza, no está inclinado a la derecha, sino caído sobre el pecho y es de facciones delicadas y bellas, con la llaga sangrante en la mejilla izquierda.
Fue retocado en el año de 1875 y desde entonces tiene la coloración que ahora muestra, un blanco alabastrino brillante que contrasta muy bien con la denegrida sangre.
Su barba es partida, bien modelada, de color negro y brillante, detalles que lo tornan hermoso y de un grande atractivo.
Al ser una imagen barroca, se exalta el realismo mediante el uso de postizos como pelo natural, corona, ojos de cristal y pestañas, además del cendal.  
La cruz que sostiene la imagen es de madera de forma tableada, con el centro oscuro, bordeada de una talla de madera en forma de cornucopias y terminando los extremos en figura de una concha.
En el extremo superior del palo vertical se encuentra la tarja con las siglas INRI elaborado en plata envejecida.  
Un resplandor de 40 doradas ráfagas sale del centro de la cruz y van descendiendo de menores a mayores hasta en dirección a los pies, lo que le presta mejor y más agradable aspecto.
Estos adornos son posteriores a la hechura original del crucificado y le dan un toque aún más barroco y espectacular.
Su fiesta se celebra el 14 de septiembre, fiesta de la Exaltación de la Cruz; aunque también se celebra con gran regocijo su entrada (visita anual) a Yahualica el día 27 de septiembre y el regreso a su santuario el jueves anterior al miércoles de ceniza.